# 谷城駅 (蟾津江汽車村)
谷城駅（コクソンえき）は、大韓民国全羅南道谷城郡にある蟾津江汽車村の駅である。
観光用蒸気機関車が平日2往復、休日4往復運行されている。全羅線谷城駅の駅舎がそのまま用いられており、大韓民国登録文化財に登録された。
旧小貨物取扱所の後方には、1960年代を背景にした映画やドラマを撮ることができる簡易セット場が設置されている。また、汽車村レールバイクが谷城駅まで循環型で運行中である。

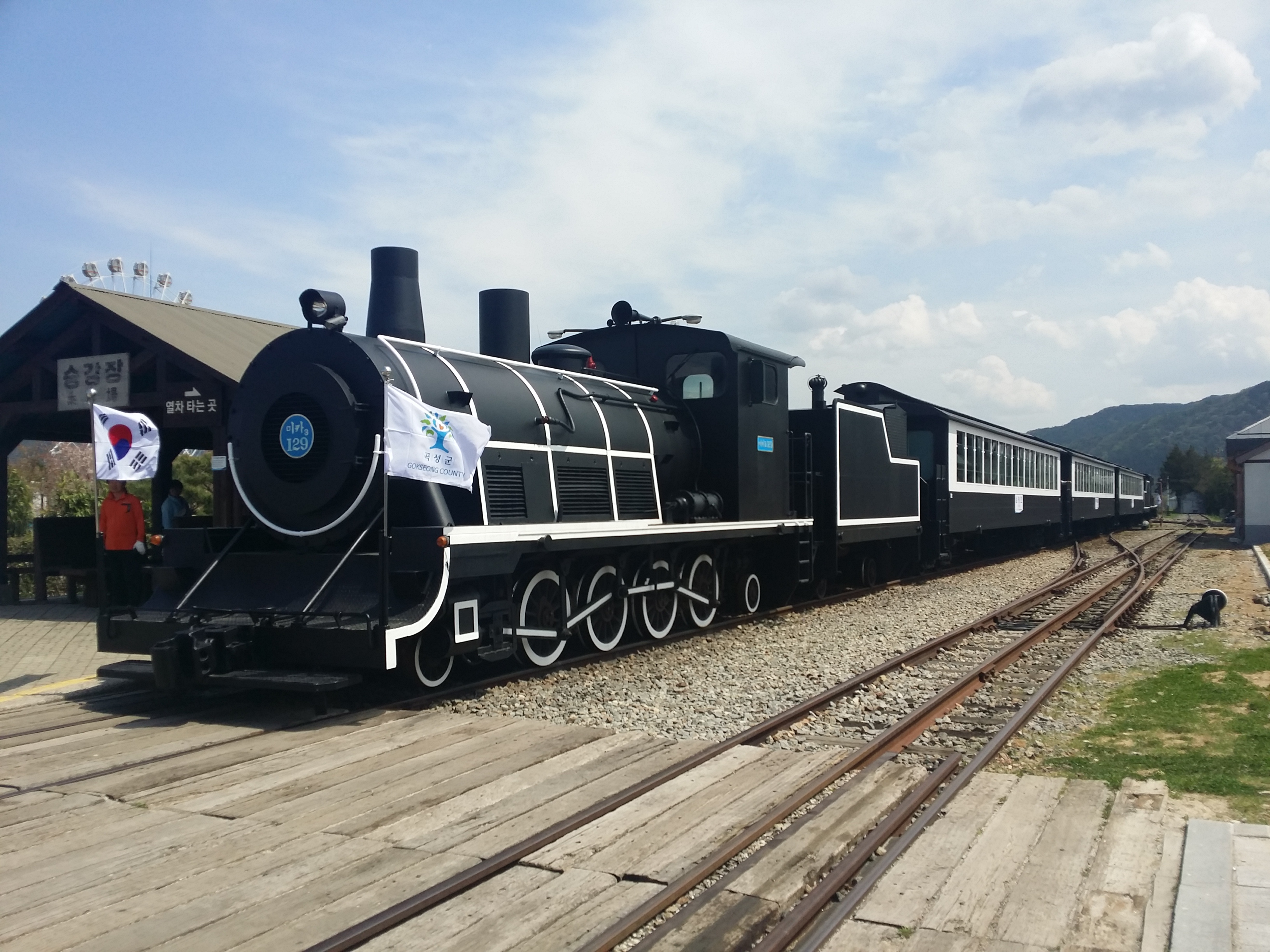
ホーム

## 歴史
- 1933年10月15日 : 全羅線の駅として営業開始。
- 1999年2月25日 :全羅線複線化よる線路移設に伴い廃止。
- 2004年4月：蟾津江汽車村が開業し、観光鉄道の駅として再開業。